# Swindon Town FC
Swindon Town FC is een Engelse voetbalclub uit Swindon, Wiltshire, en werd in 1881 gesticht, alhoewel sommige bronnen zeggen dat de club al in 1879 werd opgericht. De club werd professioneel in 1894 en sloot zich bij de Southern League aan.
In het seizoen 1909/10 haalde de club de halve finales van de FA Cup waarin ze van Newcastle United verloor. Een jaar later werden ze kampioen van de Southern League wat hen een benefietwedstrijd tegen Manchester United opleverde. Het werd de benefietwedstrijd met de hoogste scores uit de geschiedenis (4-8) voor Manchester.
De halve finale van de FA Cup werd in het seizoen 1911/12 opnieuw bereikt, ditmaal werden ze door Barnsley uitgeschakeld.
Ze werden toegelaten tot de Football League in 1920 en de club was medestichter van de Third Division, hun eerste wedstrijd tegen Luton Town eindigde op 9-1. Nooit zou de club nog een beter resultaat halen in een competitiewedstrijd. De club speelde tot 1963 in de Third Division zonder te promoveren of degraderen. In 1963 werd dan eindelijk de Second Division gehaald voor twee seizoenen. De club zou nog terugkeren, maar tegen 1982 verzeilde de club zelfs in de Fourth Division voor vier seizoenen, daarna volgden twee opeenvolgende promoties. In 1993 promoveerde de club naar de Premier League maar kon daar niet mee aan, de club won slechts 5 wedstrijden en kreeg 100 goals binnen. Er volgde een tweede degradatie op rij.
In 2006 degradeerde de club opnieuw naar de vierde klasse, inmiddels League Two, maar kon het na één seizoen weer promoveren. In het seizoen 2010/11 eindigde Swindon op de laatste plaats in de League One, zodat het opnieuw degradeerde naar de League Two. Het kon echter het daaropvolgende seizoen op kampioen spelen zodat er direct weer werd gepromoveerd. Na het seizoen 2016/17 degradeerde de club weer naar League Two, om na een kampioenschap in 2020 voor een seizoen terug te keren naar de derde klasse.

## Erelijst
- League Cup

1969
- Football League Two

2012, 2020
- Football League Fourth Division

1986
- Anglo-Italian League Cup

1969
- Anglo-Italian Cup

1970
- Charity Shield

Finalist: 1911
- Wiltshire Cup

1887, 1888, 1889, 1890, 1891, 1892
- Dubonnet Cup

1910

## Geschiedenis
- 1920/63: 3de klasse
- 1963/65: 2de klasse
- 1965/69: 3de klasse
- 1969/74: 2de klasse
- 1974/82: 3de klasse
- 1982/86: 4de klasse
- 1986/87: 3de klasse
- 1987/93: 2de klasse
- 1993/94:  Premier League
- 1994/95: 2de klasse
- 1995/96: 3de klasse
- 1996/00: 2de klasse
- 2000/06: 3de klasse
- 2006/07: 4de klasse
- 2007/11: 3de klasse
- 2011/12: 4de klasse
- 2012/17: 3de klasse
- 2017/20: 4de klasse
- 2020/21: 3de klasse
- 2021/..: 4de klasse

## Bekende (oud-)spelers
- Ian Culverhouse
- John Moncur
- Paul Bodin
- Neil Ruddock
- John Buttigieg
- Tony Galvin
- Jan Åge Fjørtoft
- Jerel Ifil
- Bart Griemink
- Ray Clarke
- Antoine van der Linden
- Luc Nijholt
- Theo Walcott (jeugd)
- Lukas Jutkiewicz
- Charlie Austin